# Hoplomachus toyoshious
Hoplomachus toyoshious is een naaldkreeftjessoort uit de familie van de Metapseudidae. De wetenschappelijke naam van de soort is voor het eerst geldig gepubliceerd in 2006 door Larsen & Shimomura.